# Babno Polje
Babno Polje (in passato in tedesco Babenfeld) è un villaggio nella municipalità di Loška Dolina nella regione di Carniola interna della Slovenia, al confine con la Croazia.

## Nome storico
Nelle fonti storiche Babno Polje è testimoniato come Pabenfeld nel 1402 e Pobenueld nel 1449.

## Chiesa
La chiesa parrocchiale è dedicata a San Nicola ed appartiene all'arcidiocesi di Lubiana. Appare per la prima volta in alcune menzioni su documenti scritti che risalgono nel 1526.

## Clima
Babno Polje ha un clima continentale umido (secondo la classificazione climatica di Köppen, Dfb). Le precipitazioni sono ben distribuite per tutto l'anno con un picco massimo nei mesi autunnali. 
La temperatura più alta registrata è stata di 35,2 °C il 3 agosto 2017. Statisticamente è l'insediamento più freddo della Slovenia. Detiene anche il record per la temperatura più bassa ufficialmente verificata nello Stato: per ben 3 volte, il 15 e 16 febbraio 1956 e 13 gennaio 1968 vennero registrati -34,5 °C.
In aprile 2021 ci fu un'ondata di freddo estrema dove si registrarono -19,8 °C battendo il record almeno dal 1950 di -19,1 °C. Durante un'ondata di caldo eccezionale di aprile 2024, il giorno 7 si sono raggiunti i 26,8 °C, battendo i 25,6 °C che resistevano fino al 2020.
| Babno Polje (1991-2020)            | Mesi  | Mesi  | Mesi  | Mesi  | Mesi  | Mesi | Mesi | Mesi | Mesi | Mesi  | Mesi  | Mesi  | Stagioni | Stagioni | Stagioni | Stagioni | Anno  |
| Babno Polje (1991-2020)            | Gen   | Feb   | Mar   | Apr   | Mag   | Giu  | Lug  | Ago  | Set  | Ott   | Nov   | Dic   | Inv      | Pri      | Est      | Aut      | Anno  |
| ---------------------------------- | ----- | ----- | ----- | ----- | ----- | ---- | ---- | ---- | ---- | ----- | ----- | ----- | -------- | -------- | -------- | -------- | ----- |
| T. max. media (°C)                 | 2,4   | 4,3   | 8,6   | 13,3  | 17,9  | 22,1 | 24,3 | 24,3 | 18,6 | 13,5  | 7,8   | 2,8   | 3,2      | 13,3     | 23,6     | 13,3     | 13,3  |
| T. media (°C)                      | −2,4  | −1,7  | 1,8   | 6,3   | 11,2  | 15,3 | 16,9 | 16,3 | 11,3 | 7,4   | 3,1   | −1,8  | −2,0     | 6,4      | 16,2     | 7,3      | 7,0   |
| T. min. media (°C)                 | −6,9  | −7,0  | −3,6  | 0,1   | 4,4   | 8,0  | 9,4  | 9,4  | 5,9  | 2,7   | −0,8  | −6,1  | −6,7     | 0,3      | 8,9      | 2,6      | 1,3   |
| T. max. assoluta (°C)              | 14,1  | 17,9  | 22,8  | 25,6  | 30,0  | 34,1 | 34,6 | 35,2 | 30,5 | 24,4  | 21,2  | 15,5  | 17,9     | 30,0     | 35,2     | 30,5     | 35,2  |
| T. min. assoluta (°C)              | −34,5 | −34,5 | −31,1 | −19,1 | −12,2 | −5,6 | −1,2 | −2,0 | −7,8 | −16,4 | −27,0 | −29,7 | −34,5    | −31,1    | −5,6     | −27,0    | −34,5 |
| Giorni di calura (Tmax ≥ 30 °C)    | 0     | 0     | 0     | 0     | 0     | 1    | 2    | 3    | 0    | 0     | 0     | 0     | 0        | 0        | 6        | 0        | 6     |
| Giorni di gelo (Tmin ≤ 0 °C)       | 27    | 25    | 23    | 15    | 4     | 0,4  | 0,0  | 0,1  | 3,0  | 9,0   | 16,0  | 26,0  | 78,0     | 42,0     | 0,5      | 28,0     | 148,5 |
| Giorni di ghiaccio (Tmax ≤ 0 °C)   | 10    | 6     | 2     | 0,1   | 0,0   | 0,0  | 0,0  | 0,0  | 0,0  | 0,1   | 2,0   | 8,0   | 24,0     | 2,1      | 0,0      | 2,1      | 28,2  |
| Precipitazioni (mm)                | 101   | 115   | 107   | 115   | 124   | 129  | 106  | 123  | 173  | 200   | 209   | 155   | 371      | 346      | 358      | 582      | 1 657 |
| Giorni di pioggia                  | 9     | 8     | 9     | 11    | 11    | 11   | 9    | 9    | 10   | 10    | 12    | 10    | 27       | 31       | 29       | 32       | 119   |
| Giorni di neve                     | 21,8  | 20,6  | 17,1  | 5,0   | 0,2   | 0,0  | 0,0  | 0,0  | 0,1  | 0,4   | 7,6   | 18,4  | 60,8     | 22,3     | 0,0      | 8,1      | 91,2  |
| Giorni di nebbia                   | 3,2   | 3,4   | 2,8   | 2,3   | 1,3   | 1,9  | 1,5  | 5,9  | 10,0 | 8,4   | 5,7   | 5,2   | 11,8     | 6,4      | 9,3      | 24,1     | 51,6  |
| Umidità relativa massima media (%) | 88,9  | 89,3  | 90,9  | 89,2  | 87,9  | 88,6 | 88,8 | 93,4 | 95,4 | 93,5  | 91,1  | 89,5  | 89,2     | 89,3     | 90,3     | 93,3     | 90,5  |
| Umidità relativa minima media (%)  | 75,5  | 71,7  | 65,7  | 62,1  | 61,9  | 63,6 | 59,5 | 61,9 | 64,7 | 67,8  | 74,5  | 78,9  | 75,4     | 63,2     | 61,7     | 69,0     | 67,3  |
| Giorni di cielo sereno             | 5,4   | 4,4   | 4,7   | 3,5   | 3,0   | 3,2  | 6,7  | 6,8  | 5,6  | 5,1   | 4,1   | 4,4   | 14,2     | 11,2     | 16,7     | 14,8     | 56,9  |

Le temperature assolute sono aggiornate dal 1950 al 2020. Nella descrizione sopra ci sono i riferimenti di qualche record di temperatura battuto successivamente al 2020.
L'umidità minima e massima sono calcolate alle ore 7:00 e 14:00 rispettivamente ed assieme ai giorni di neve, di nebbia e sereni si riferiscono al periodo 1961/1990. I giorni sereni sono calcolati come nuvolosità < 2/10).